# Krzemiany
Krzemiany – powszechnie występujące minerały, będące solami kwasu krzemowego. 
Stanowią ponad 90% składu skał tworzących skorupę ziemską: 60% to skalenie, 12% kwarc, 15% oliwiny, pirokseny i amfibole, a 3% to miki i inne krzemiany. Pozostałe ok. 10% stanowią przeważnie tlenki (4%) i węglany (3%) innych pierwiastków.
W przyrodzie występuje około 500 rodzajów krzemianów, z których 40 to minerały bardzo pospolite. Krzemiany stanowią około 25% wszystkich znanych rodzajów minerałów. 

## Budowa

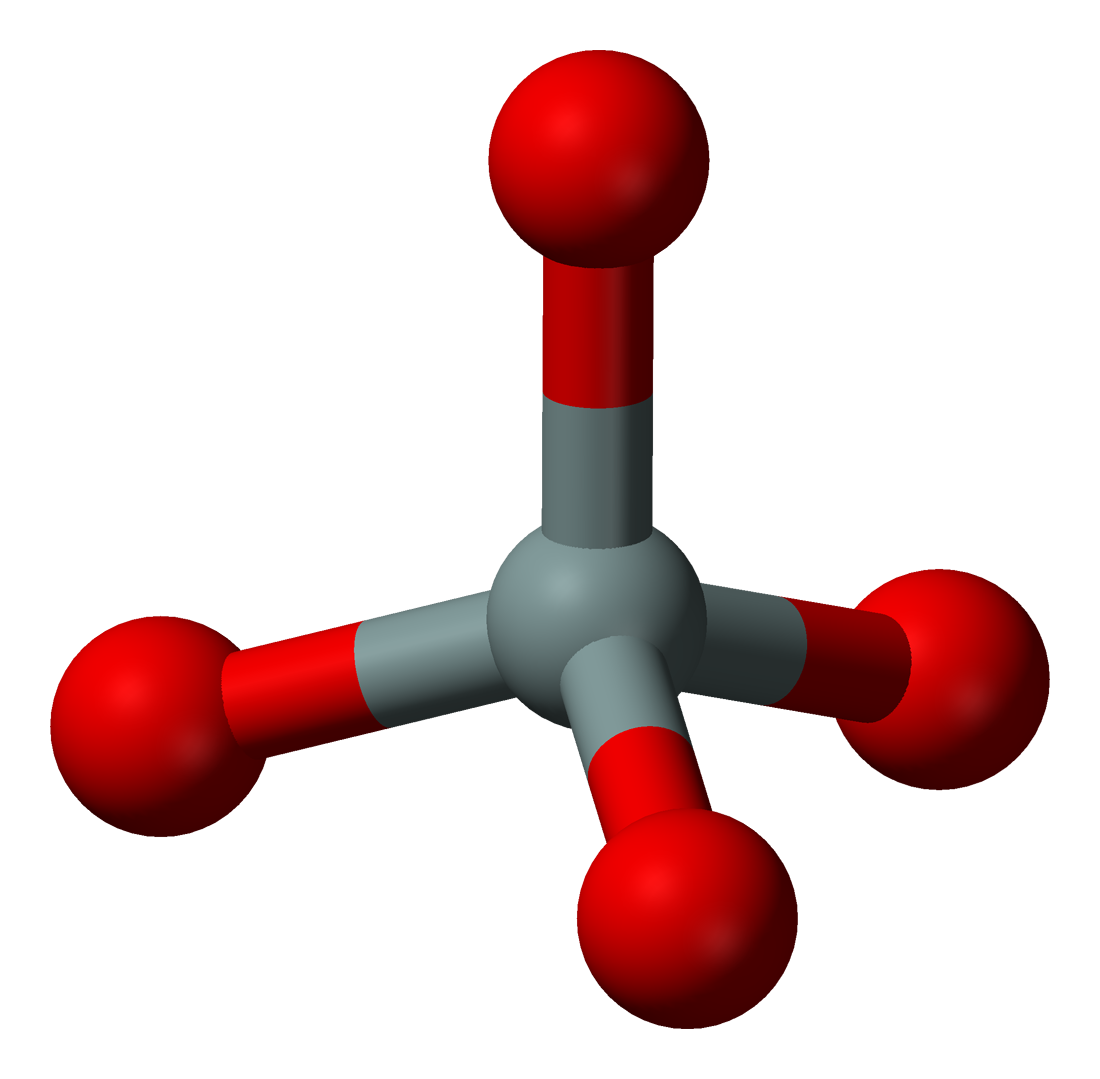
Budowa SiO_{4}. Czerwone kulki – atomy tlenu; szara kulka – atom krzemu

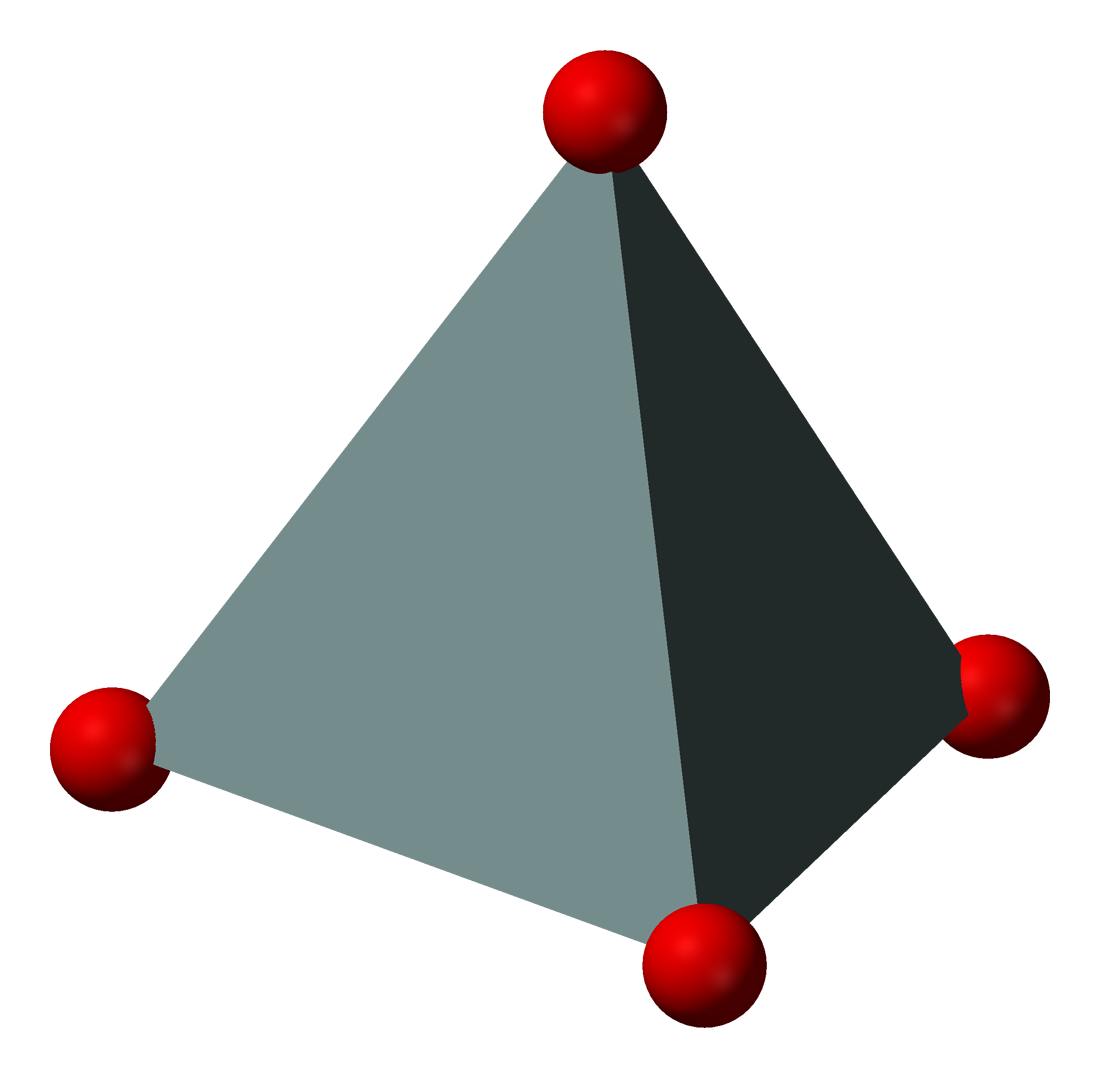
Czworościan SiO_{4}. Czerwone kulki – atomy tlenu; atom krzemu w centrum czworościanu jest niewidoczny

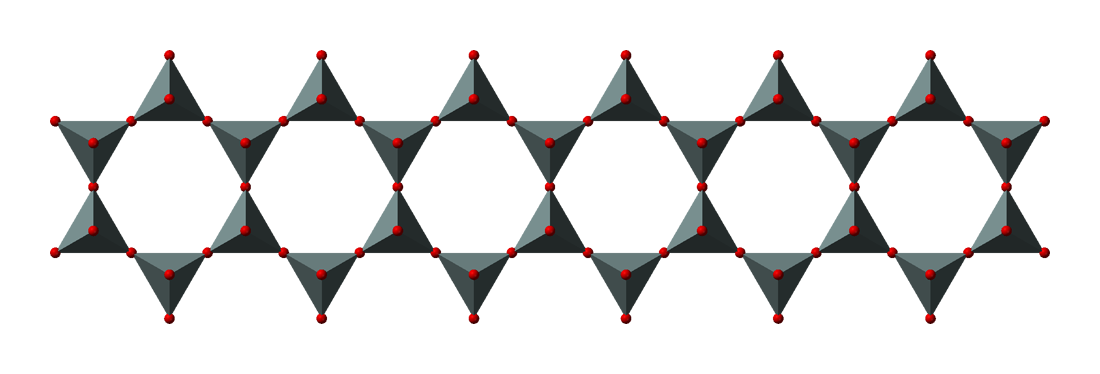
Podwójny łańcuch czworościanów SiO_{4} charakterystyczny dla azbestu

Głównym motywem strukturalnym krzemianów są czworościany (tetraedry) zbudowane z atomu krzemu znajdującego się w środku i otoczonego czterema atomami tlenu umieszczonymi na wierzchołkach. 
- We wszystkich krzemianach są stałe grupy krzemotlenowe [SiO4] utworzone przez małe atomy krzemu i duże atomy tlenu. Grupa ta ma silne wiązania, co daje jej dużą stabilność. Owe grupy stanowią zasadniczy składnik budowy krzemianów.
- Drugą cechą charakterystyczną krzemianów jest możliwość zastępowania w ich sieciach krystalicznych atomów krzemu przez atomy glinu. Takie krzemiany noszą nazwę glinokrzemianów. Glin, dzięki swemu promieniowi jonowemu, może zastępować diadochowo krzem w środku czworościanu, a zarazem zachowując się jak kation, łączyć wiązaniami jonowymi tak jak inne metale.

Czworościany utworzone przez grupę [SiO4] mogą łączyć się narożami, mając jeden, dwa, trzy lub cztery wspólne atomy tlenu, zależnie od tego, czy łączą się z jednym, dwoma, trzema czy czterema czworościanami (w taki sposób, że dwie grupy mają wspólny tylko jeden atom tlenu. Powstają w ten sposób łańcuchy, które wiążą kationy metali przez zneutralizowanie ładunków elektrycznych.
Z kolei kationy, w zależności od rozmiarów jonów, mają zdolność wzajemnego zastępowania się, tworząc szeregi izomorficzne.
Złożoność struktur tetraedrycznych zależy głównie od temperatury, w jakiej powstaje minerał. W wysokiej temperaturze tworzą się izolowane czworościany (oliwiny) lub krótkie łańcuchy. W miarę spadku temperatury układ ten komplikuje się, tworząc w końcu trójwymiarowy szkielet (kwarc).

## Systematyka krzemianów
| Klasa i typ anionu                                                               | Stosunek O : Si | Przykład |
| -------------------------------------------------------------------------------- | --------------- | --- |
| Krzemiany wyspowe [SiO4]4-                                                       | 4,00:1          | cyrkon Zr[SiO4] |
| Krzemiany grupowe [Si2O7]6-                                                      | 3,50:1          | thortveityt Sc2[Si2O7] |
| Krzemiany pierścieniowe [Si3O9]6- [Si4O12]8- [Si6O18]12- [Si8O20]8- [Si12O30]12- | 3,00:1 2,50:1   | pseudowollastonit Ca3Si3O9 baotyt Ba4(Ti,Nb)8[Cl\|Si4O12] dioptaz Cu6[Si6O18] • 6H2O ekanit K(Ca,Na)2Th[Si8O20] merriheuetyt (K,Na)2Fe2(Fe,Mg)3[Si12O30] |
| Krzemiany łańcuchowe [Si2O6]4-                                                   | 3,00:1          | diopsyd CaMg[Si2O6] |
| Krzemiany wstęgowe [Si4O11]6-                                                    | 2,75:1          | tremolit Ca2Mg5[Si8O22](OH)2 |
| Krzemiany warstwowe [Si4O10]4-                                                   | 2,50:1          | kaolinit Al4[(OH)8\|[Si4O10]] |
| Krzemiany szkieletowe                                                            | 2,00:1          | kwarc SiO2 ortoklaz K[AlSi3O8] |

## Przykłady krzemianów
- krzemiany wyspowe: willemit, oliwiny, granat, cyrkon, andaluzyt, sylimanit, dysten = kyanit, topaz, staurolit, sfen – tytanit
- krzemiany grupowe: hemimorfit, zoisyt, epidot, wezuwian, prehnit
- krzemiany pierścieniowe: aksynit, beryl, turmalin, dioptaz
- krzemiany łańcuchowe: enstatyt, diopsyd, spodumen, rodonit, wollastonit,
- krzemiany wstęgowe: antofyllit, tremolit, hornblenda
- krzemiany warstwowe: serpentyn, talk, muskowit, biotyt, kaolinit, illit, montmorillonit
- krzemiany szkieletowe: kwarc, skalenie, ortoklaz, plagioklazy, skaleniowce, nefelin, leucyt, lazuryt, zeolity, natrolit, heulandyt.